# Le Silence du Bouddha
Le Silence du Bouddha. Une introduction à l'athéisme religieux (espagnol : « El silencio del Buddha.  Una introducción al ateísmo religioso ») est une œuvre majeure du philosophe et théologien espagnol, ou hispano-indien, Raimon Panikkar (1918-2010). Il a été publié initialement en 1970 sous le titre El silencio del Dios. Un mensaje del Buddha al mundo actual. Contribución al estudio del ateísmo religioso (Le silence de Dieu. Un message du Bouddha au monde actuel. Contribution à l'étude de l'athéisme religieux), avant de reparaître dans une édition complètement revue en 1996. Il a été traduit en français par Jacqueline Rastoin, en 2006, dans une version encore enrichie. L'ouvrage jette des ponts entre christianisme, bouddhisme et athéisme. 

## Genèse de l'ouvrage

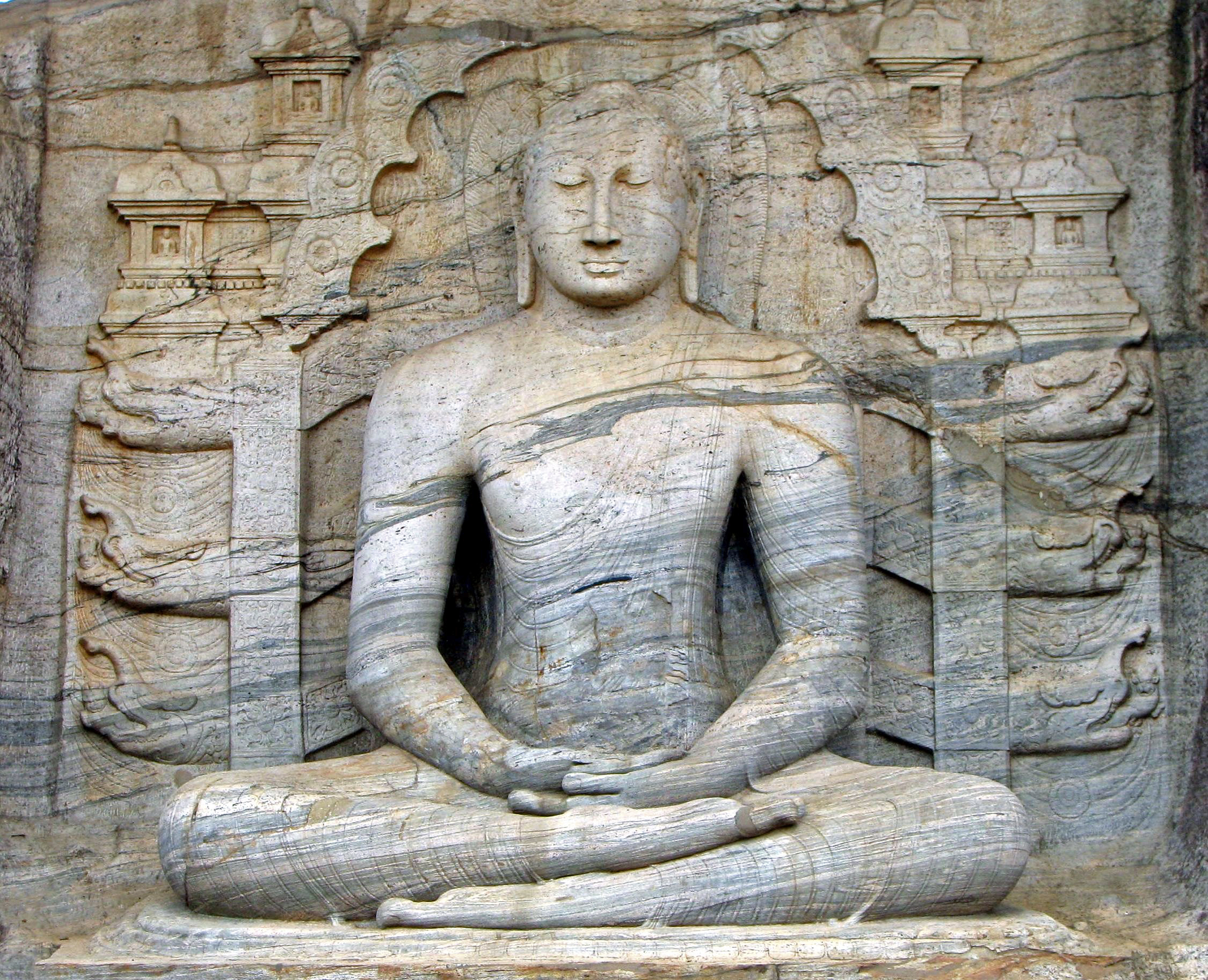
Bouddha assis du Gal Viharaya à Polonnaruwa, Sri Lanka.

Le silence du Bouddha. Une introduction à l'athéisme religieux est le résultat d'un long parcours, fait de nombreux remaniements et développements du texte initial qui était un article intitulé « Bouddhisme et athéisme », datant des années 1940, qui a atteint sa forme définitive en 2006. Le titre a également changé dans les éditions italienne (1985), anglaise (1989) et allemande (1992), devenant Le silence du Dieu: La réponse du Bouddha,,. Le livre final est à la fois une présentation rigoureuse de l'expérience bouddhiste et une riche réflexion sur l'athéisme.
Il s’agit à la fois d’une étude expérientielle du bouddhisme et d’une enquête philosophique sur le problème de l'homme contemporain. Cette recherche, qui repose également sur une relation entre l'hindouisme, le bouddhisme et le christianisme, est également considérée comme l'un des travaux les plus importants dans le domaine de la religion comparée ou même de la philosophie contemporaine. La richesse, la profondeur et l'ampleur de son horizon interculturel l'ont placé dans un véritable lieu d'exception dans le cadre de la théorie de l'humanisme et de la philosophie de la fin du xxe siècle.

## Sens du titre
Le titre de l'ouvrage fait référence au silence que le Bouddha opposa à une série de quatorze questions métaphysiques portant sur le soi, l'univers et le sort du Bouddha après sa mort. Cette série est connue sous le nom de Avyākṛtavastūni, littéralement « celles auxquelles on ne peut pas répondre » ou « celles qui sont dépourvues de sens défini ».

## Contenu

### Plan de l'ouvrage
Le dernier chapitre  – « Le silence du Bouddha » – donne son titre à l’ouvrage qui est divisé en douze chapitres regroupés en trois parties intitulées respectivement « Le problème », « Les textes » et « L'herméneutique ». Comme l'explique Panikkar, le projet concret de cet ouvrage est de maintenir, si possible, un lien à la fois religieux et culturel « entre la préoccupation religieuse contemporaine, centrée sur l'athéisme, et le message de Bouddha, proclamant une religiosité qui, semble-t-il, ne laisse pas de place pour Dieu. » Une fois ce problème clairement posé (Partie I), l'auteur présente une série de textes bouddhiques bouddhiques, sur lesquels on s'est en général appuyé pour classer le bouddhisme dans les courants athées (Partie II). Dans un troisième temps, Panikkar se propose d'interpréter ces textes, en s'appuyant à la fois sur la doctrine bouddhique et sur la pensée contemporaine. Ces trois parties sont à la fois indépendantes et liées entre elles. On peut donc les lire aussi bien comme des textes séparé que comme un tout.
L'ensemble est encadré par différents textes liminaires qui précisent le cadre de la démarche (le livre étant une sorte d'auto-bio-graphie, élément que Panikkar développe sur plusieurs pages) et par un riche appareil critique: près d'une septantaine de pages de notes et une bibliographie abondante (sur 60 pages), ainsi que des index. Panikkar se justifie de l'ampleur de cet appareil en arguant que les notes et références ont pour but « de surmonter le provincialisme ambiant, surtout dans certains milieux (...) et les caricatures que l'on a l'habitude de faire tant des traditions orientales que des traditions occidentales », permettant ainsi au lecteur de découvrir des problématiques nouvelles et d'approfondir les thèmes, afin de stimuler la recherche.

### Présentation des parties
La première partie est une réflexion sur les différentes manières dont le bouddhisme a été perçu et catalogué en Occident. On l'a taxé tour à tour, entre autres, de cynisme, nihilisme, agnosticisme, pragmatisme, toutes interprétations propres aux catégories occidentales. Mais Panikkar voit dans le bouddhisme essentiellement un apophatisme: le Bouddha reste silencieux face aux questionnements, non pas que le silence ait été pour lui la réponse idoine aux questionnements qui se posaient, mais tout simplement parce qu'il se tait. Et s'il se tait, c'est parce que « la réalité ultime est ineffable et transcendante de telle sorte que, en toute rigueur, le bouddhisme lui refusera jusqu'au caractère de l'Être. »
L'étude des textes, dans la deuxième partie, s'organise autour de quatre concepts essentiels du bouddhisme : Nairâtmyavâda (la doctrine de l'âtman, la non substance ontologique des choses et des êtres), Nirvâna, Pratîtyasamutpâda (la coproduction conditionné) et Avyâkrtavastûni (le silence du Bouddha en réponse à quatorze questions fondamentales pour l'homme à propose de problèmes métaphysiques). En outre, selon la tradition universelle, il existe trois grands domaines de la conscience humaine sur lesquels l'interprétation doit s'exercer : le monde, la divinité et l'homme.
Panikkar ne revendique rien qui ressemble à une mathématique spirituelle universelle, encore moins à une forme d'irrationalisme religieux-philosophique ; il comprend que son travail s'inscrit, au sens large, dans l'horizon d'une théologie de la libération qui est à son tour une libération de la théologie et de la philosophie.
« (...) je me suis limité à mettre le message du Bouddha en relation avec la situation de l'homme moderne, sans renoncer au Christ ni me séparer des autres traditions. Pourquoi construire des murs et maintenir jalousement des séparations ? Exalter une tradition humaine et religieuse ne signifie pas mépriser les autres. La synthèse entre tous ces éléments semble peu probable et peut-être même impossible, mais cela ne signifie pas que la seule alternative réside dans l'exclusivisme ou l'éclectisme. »